# Conde de Mayalde (ganadería)
La ganadería del Conde de Mayalde (denominada oficialmente Excmo. Sr. Conde de Mayalde) es una ganadería española de reses bravas, fundada en 1949 por José Finat y Escrivá de Romaní, conde de Mayalde y destacada figura política del momento. Está formada con reses procedentes de Contreras y Juan Pedro Domecq, siendo este último el encaste dominante. Las reses pastan actualmente en la finca “El Castañar”, situada en el término municipal de Mazarambroz, en la provincia de Toledo; está inscrita en la Unión de Criadores de Toros de Lidia.

## Historia de la ganadería
En torno al año 1940, Huberto Sánchez Tabernero forma una ganadería con vacas y sementales de la de Sánchez Fabrés, procedentes de la línea Coquilla de Santa Coloma, añadiéndole cinco años después sementales y vacas de Vicente Charro. En 1949 la adquiere José Finat y Escrivá de Romaní en nombre de su esposa Casilda de Bustos y Figueroa, anunciándola con el título nobiliario de su esposo (CONDE DE MAYALDE) mudando el hierro y la divisa por los actuales. El ganadero Ignacio Sánchez de Sepúlveda vende en 1958 su ganadería de encaste Contreras a José Finat, eliminando de forma progresiva el ganado que ya tenía de Santa Coloma y formándola con reses de Contreras. En 1986 y 1990 adquiere dos sementales de la ganadería de Juan Pedro Domecq, y en 1995 un lote de vacas procedentes de El Ventorrillo. Ese mismo año muere José Finat y se divide en dos partes su ganadería: su hijo Fernando Finat Bustos llevará la ganadería del MARQUÉS DE LAS ALMENAS, y su nieto Rafael Finat Rivas heredará la homónima fundada por su abuelo. Ambas ganaderías mantienen una línea puro Contreras-Terrones y otra cruzada de Contreras-Terrones y Juan Pedro Domecq.

### Toros célebres
| Nombre       | Número | Peso | Guarismo | Pelaje  | Fecha de lidia | Plaza                | Torero          | Premio                         | Ref.                     |
| ------------ | ------ | ---- | -------- | ------- | -------------- | -------------------- | --------------- | ------------------------------ | ------------------------ |
| Comisario    | -      | -    | -        | -       | 2002           | Valencia de Don Juan | Vicente Barrera | Indulto                        | [ 7 ]                    |
| Joyero       | -      | -    | -        | -       | 17-09-2018     | Bargas               | David Mora      | Indulto                        | [ 7 ] [ 8 ] [ 9 ] [ 10 ] |
| Chorlito     | 8      | -    | -        | -       | 04-09-2020     | Valdepeñas           | Joaquín Galdós  | Indulto                        | [ 11 ]                   |
| Guardamontes |        | -    |          | Burraco | 20-09-2021     | Bargas               | Ángel Tellez    | Vuelta al ruedo en el arrastre |                          |

## Características
La ganadería está conformada con reses de Encaste Juan Pedro Domecq procedentes de El Ventorrillo. Atienden en sus características zootécnicas a las que recoge como propias de este encaste el Ministerio del Interior:
- Toros elipométricos y eumétricos, más bien brevilíneos con perfiles rectos o subconvexos, con una línea dorso-lumbar recta o ligeramente ensillada; y la grupa, con frecuencia, angulosa y poco desarrollada y las extremidades cortas, sobre todo las manos, de radios óseos finos.
- Bajos de agujas, finos de piel y de proporciones armónicas, bien encornados, con desarrollo medio, y astifinos, pudiendo presentar encornaduras en gancho. El cuello es largo y descolgado, el morrillo bien desarrollado y la papada tiene un grado de desarrollo discreto.
- Sus pintas son negras, coloradas, castañas, tostadas y, ocasionalmente, jaboneras y ensabanadas, estas últimas por influencia de la casta Vazqueña. Entre los accidentales destaca la presencia del listón, chorreado, jirón, salpicado, burraco, gargantillo, ojo de perdiz, bociblanco y albardado, entre otros.

También está conformada con reses de encaste Contreras en la línea de Juan Sánchez de Terrones, presentando algunas reses las siguientes características:
- Son toros brevilíneos y epilométricos, presentando cierta variedad de perfiles, que generalmente son rectos o subcóncavos; presentan un morrillo desarrollado bajos de agujas y cerca de la tierra. Tienen cornamentas cornidelanteras y ligeramente veletas, con escaso desarrollo.
- Sus pintas son negras, coloradas, castañas y tostadas acompañadas por los accidentales más comunes (bragado, meano, listón, ojinegro, bociclaro y bocidorado) y siendo muy característico el salpicado.

## Premios y reconocimientos
- 2012: Premio de la peña El Fandi de Gijón a la mejor ganadería de la Feria 2012.[13]
- 2014: Premio de la peña Astur a la mejor ganadería de la Feria de Begoña de Gijón 2012, en una corrida en la que tomó la alternativa Damián Castaño.[14][15][16]
- 2019: Premio a la mejor ganadería por la corrida benéfica de Aspaym 2018, otorgado por la Peña ‘El Trapío’ de la capital toledana.[17][18]